# 新仙女木期

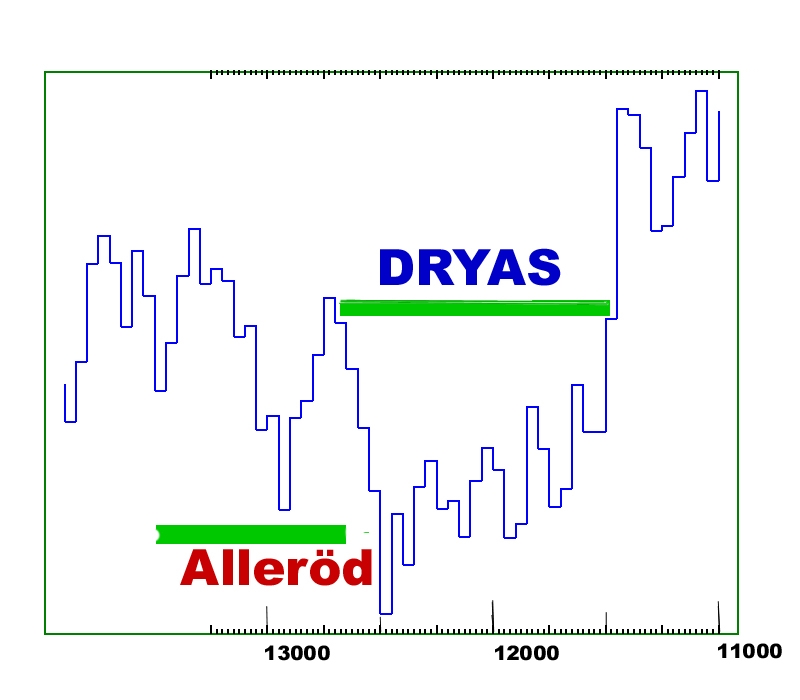
北格陵蘭冰芯計劃（NGRIP）氧同位素delta-O_{18}曲線圖，冰中氧十八濃度的減少代表氣溫的降低。

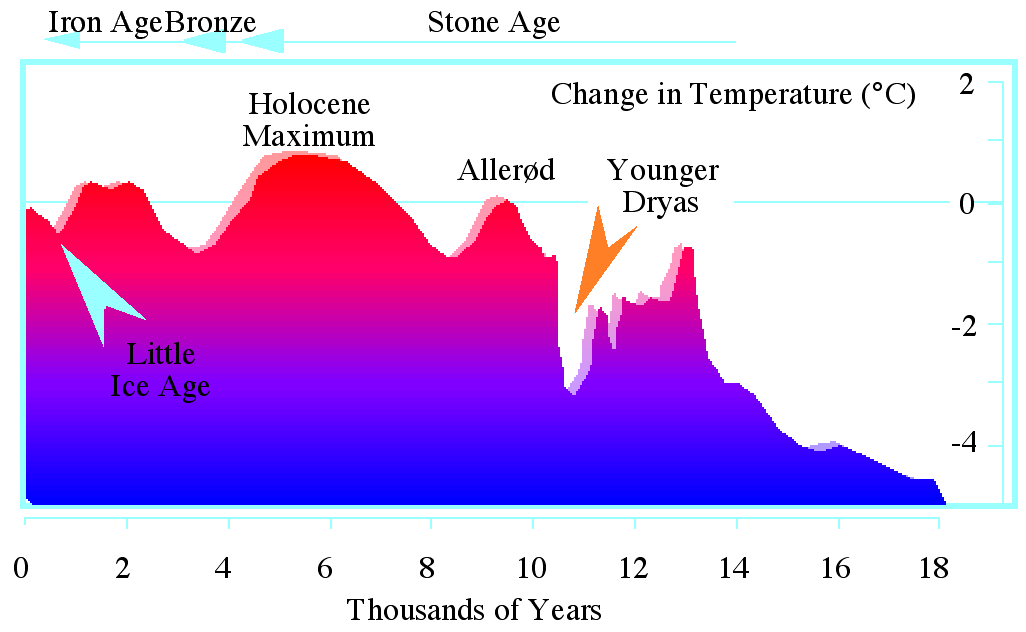
新仙女木期（橘色箭頭所指處）的氣溫變化。

新仙女木期（Younger Dryas），是指距今12800年至11500年的一段持续1300年左右的冰期。在此之前地球一直处在温度逐渐升高的间冰期中，由于突然发生了新仙女木事件而导致全球气温骤降，北极冰川南侵。
这一时期的得名来自于欧洲北部仙女木属的一种植物，该物种本生活在寒带地区，而对格陵兰冰川的研究却发现，新仙女木期时在低纬度地区都能发现该物种的花粉，从而表明当时气候寒冷，该物种大肆南侵。
新仙女木期冰段發生的時間點，中断了自从20000年前末次冰盛期（LGM）以来气候变暖的趋势的一个寒冷时期。在新仙女木期之前还有最老仙女木期与老仙女木期。老仙女木期发生在新仙女木期之前大约1000年，历时约3000年。最老仙女木期的日期是大约距今（BP）18,000至15,000年之间。另一方面，此時期的氣候冷卻，引發的生態變化，與新石器革命農耕文明的發展關聯也被深入討論。
目前，造成新仙女木期最广为接受的假说为溫鹽環流的显著减少或停顿，这种热盐环流通过大西洋經向翻轉環流（AMOC）将温暖的热带水域向北输送。其他的假说包括陨石撞击（新仙女木事件）。然而，溫鹽環流为何会突然减少或停顿，目前尚无定论。

## 开始及结束
据推测，新仙女木时期全球变冷的原因是温盐环流被破坏，大洋环流会将热带及温带地区的温暖水流运送至高纬度的寒带地区，从而提升这些地区的温度。至于温盐环流混乱的成因，换句话说也就是新仙女木事件的成因并不确定。比较流行的假说是一颗彗星撞击到了北美地区，从而导致冰川消融，冰川融水通过密西西比河流入墨西哥湾从而影响了环流。
另一种理论则强调消融的冰川增加了北大西洋上的降水，进而影响环流。这些理论都将重点放在了为何北美地区最先出现降温之上。在此后数十年的时间中，北美等地的气温就经历了巨大的变化。同它的开始一样，新仙女木期的结束同样极为迅速。在不到一个世代的时间内格陵兰地区的平均温度就升高了15摄氏度之多，格陵兰的升温可大致分为两个阶段，每个阶段差不多花费十年时间将温度升高7、8摄氏度。

## 影响
在新仙女木时期中，北美格陵兰地区气温骤降20摄氏度左右，英国南部地区的温度也降低了8摄氏度以上。最初人们以为新仙女木期只发生在北美及欧洲地区，但随着研究的深入，新仙女木期在世界上的其他地方也发现了温度降低的证据。例如，中国南海生物硅沉积、青藏高原冰川中的O18同位素等地也发现了新仙女木期气候异常变冷的证据，从而表明这是一段大范围的冰期。
新仙女木时期的严寒可能导致了北美克洛维斯文化的消失，许多不适应寒冷气候的物种，包含人類也受到了影响。有些观点认为，由于新仙女木冰期中地中海东部的黎凡特地区气候变得干燥、炎热，动植物数量减少进而减少了该地区的环境承载力，狩獵、採集等生存手段變得無用化，優勝劣敗的淘汰下來，使得一些富有高度技術的族群才能活存，這些剩餘的人类因此而开发出了农业。而此後天氣回暖，這些運用腦力為主的人口增加後，各類古部落文明也開始繁盛。实际上確實许多动物和农作物的驯化都是在新仙女木冰期前后所发生的，当然这一切也可能仅仅是巧合，目前对于两者的关系并无定论。在电影中，主创人员设计出了冰川消融从而阻断温盐环流，导致全球变冷的情节。这一过程同新仙女木事件类似，不过影片中气候驟降的速度更快。

## 参看
- 1500年气候周期（Bond event）
- 冰川的时间线（英语：Timeline of glaciation）
- 最老仙女木期（英语：Oldest Dryas）
- 老仙女木期（英语：Older Dryas）
- 8.2千年事件
- 小冰期
- 中世紀溫暖時期
- 新仙女木事件